# Gorom (Insel)
Gorom (indonesisch Pulau Gorom, auch Gorong, Goram) ist eine der indonesischen Gorominseln, die zu den Molukken gehören.

## Geographie
Gorom ist die größte der Gorominseln und liegt im Osten der Inselgruppe. Westlich liegen die Nachbarinseln Panjang und Manawoka, südlich die Watubela-Inseln und nordwestlich Seram und ein paar ihr vorgelagerte, kleine Inseln.
Auf Gorom befinden sich die Orte Miran (Miren) an der Ostküste, Ondor (Ondur) im Nordwesten und Hur im Südwesten.
Als Teil des Subdistrikts (Kecamatan) Pulau Gorom gehört Gorom zum Regierungsbezirk (Kabupaten) Ostseram (Seram Bagian Timur) der Provinz Maluku.

## Bevölkerung
Traditionell wird auf Gorom die austronesische Sprache Geser-Gorom gesprochen, das auch an der Südostspitze Serams und den kleinen Inseln zwischen Seram und den Gorominseln gesprochen wird.